# بروتياز الأسبارتيك
بروتياز الأسبارتيك: هو نوع محفز من إنزيمات البروتياز ,و التي تستخدم جزيء ماء منشط مرتبط بواحدة أو أكثر من بقايا الأسبارتات لتحفيز ركائزها الببتيدية. بالإضافة إلى هذا، لديهم اثنين من الأسبارتات المحفوظة بشكل كبير في الموقع النشط وتنشط على النحو الأمثل في درجة الحموضة (pH) الحمضية. بالرغم من هذا يتم تثبيط جميع البروتياز الأسبارتيل المعروفة تقريبًا بواسطة البيبستاتين . 
الأسبارتيك (
ر.ت.إ

3.4.23.

) من أصل فقاري وفطري وفيروسي.  في الآونة الأخيرة، تم ربط الأسبارتيك بمعالجة نوع البكتيريا 4 prepilin  و archaean preflagellin.  
يحتوي بروتياز الأسبارتيك حقيقي النواة على البيبسين والكثيبسين والرينين. يحتوي بروتايز الاسبارتيك على بنية ذات قسمين Retroviral وretrotransposon protease. من المحتمل أن يكون أحد الاقسام قد تطور من الآخر من خلال حدث ازدواج جيني في الماضي البعيد.
في الإنزيمات الحديثة، على الرغم من أن الهياكل ثلاثية الأبعاد متشابهة جدًا، إلا أن تسلسل الأحماض الأمينية أكثر اختلافا، باستثناء شكل موقع التحفيز، والذي لا يتغير كثيرا.

## آلية التحفيز

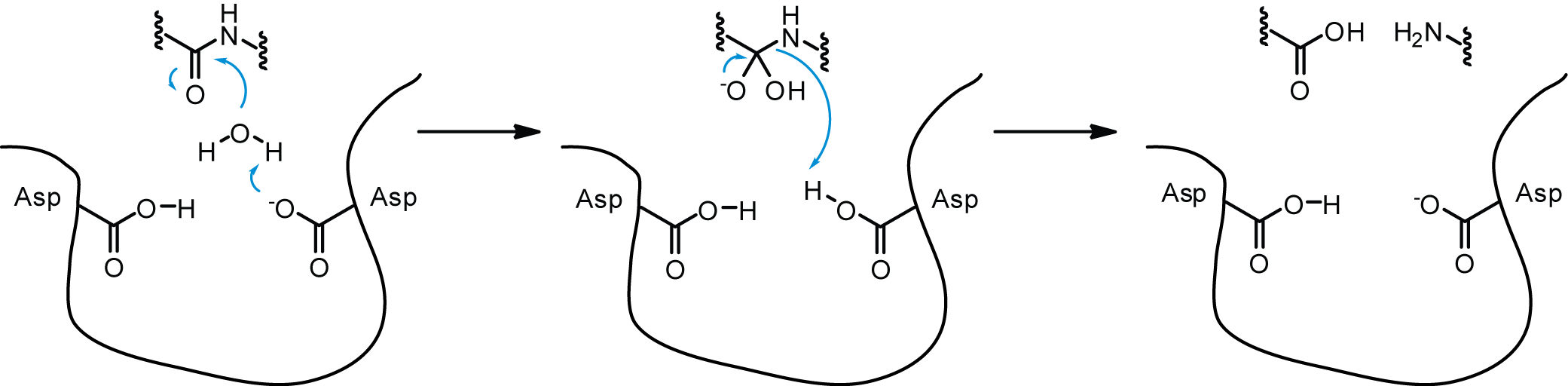
الآلية المقترحة لانشقاق الببتيد بواسطة بروتياز الأسبارتيل.

بروتياز الأسبارتيل هو عائلة واحدة محددة للغاية من البروتياز - تميل إلى شق روابط ثنائية الببتيد التي تحتوي على بقايا كارهة للماء(hydrophobic) بالإضافة إلى، مجموعة بيتا ميثيلين. على عكس البروتياز السيرين أو السيستين ، فإن هذه البروتياز لا يشكل وسيطًا تساهميًا أثناء الانقسام. لهذا السبب يحدث تحلل البروتين في خطوة واحدة فقط.
تم اقتراح عدد من الآليات المختلفة لبروتياز الأسبارتيل، ولكن الطريقة الأكثر قبولًا هي آلية القاعدة والحمض العامة التي تتضمن تناسق جزيء الماء بين اثنين من بقايا الأسبارتات المحفوظة للغاية.   يقوم أحد انزيمات الأسبارتات بتنشيط الماء عن طريق استخلاص البروتون، مما يمكّن الماء من تنفيذ هجوم محب للنيوكليوفيليك على كربون الكربونيل المركزي، مما يؤدي إلى توليد وسيط أكسانيون رباعي الهيدرالية يستقر عن طريق الرابطة الهيدروجينية مع حمض الأسبارتيك الثاني.

## تثبيط
البيبستاتين هو مثبط لبروتياز الأسبارتات. 

## التصنيف
هناك خمس عائلات كبيرة معروفة من بروتياز الأسبارتيك، كل من هده العائلات يمثل تطورًا مستقلاً لنفس الموقع والآليات النشطة . تحتوي كل عائلة كبيرة على عدة عائلات ذات تسلسلات متشابهة. يقوم تصنيف MEROPS بتسمية هذه العائلات أبجديًا. كما هو موجود في الاسفل:
- عائلة AA (على سبيل المثال عائلة البيبسين )
- عائلة AC (على سبيل المثال عائلة Signal peptidase II )
- عائلة AD (على سبيل المثال عائلة بريسينلين )
- عائلة AE (على سبيل المثال عائلة GPR إندوبيبتيداز )
- عائلة AF (على سبيل المثال عائلة Omptin )

## بروبيبتيد
يتم تصنيع العديد من endopeptidases الاسبارتيك حقيقية النواة (عائلة MEROPS peptidase A1)يتم تصنيعها مع الإشارة والبروببتيدات . تشكل بروبتيدات إندوبيبتيداز الشبيهة بالبيبسين عائلة متميزة من البروببتيدات، والتي تحتوي على نموذج محفوظ يبلغ طوله حوالي 30 بقايا. في الببسينوجين A ، يتم تبديل أول 11 بقايا من تسلسل البيبسين الناضج بواسطة بقايا البروببتيد. والبروببتيد يحتوي على اثنين من اللوالب الحلزونية التي تعمل على تثبيط الموقع النشط cleft.

## أمثلة

### بشري
- BACE1 ، BACE2
- كاثيبسين د
- كاثيبسين إي
- الكيموسين (أو "رينين")
- نابسين أ
- نيبينثيسين
- بيبسين
- بريسنيلين
- رينين

### البروتينات البشرية التي تحتوي على هذا المجال
هناك العديد من الامثلة مثل ؛ CTSD . CTSE ؛. PGA5 ؛ PGC . REN ؛BACE1، نابسا , BACE2

### كائنات أخرى
- بروتياز HIV-1 - هدف دوائي رئيسي لعلاج فيروس نقص المناعة البشرية
- Plasmepsin - وجدت مجموعة من البروتياز aspartyl في الملاريا -causing طفيل البلازموديوم

## روابط خارجية
- قاعدة بيانات MEROPS على الإنترنت للببتيدات ومثبطاتها: Aspartic Peptidases نسخة محفوظة 4 أبريل 2017 على موقع واي باك مشين.
- Aspartic+Endopeptidases في المكتبة الوطنية الأمريكية للطب نظام فهرسة المواضيع الطبية (MeSH).

- عائلة MEROPS A1 نسخة محفوظة 23 ديسمبر 2012 at Archive.is
- هذه المَقالة تَشتمل على نَص من المِلكية العامة لِـ بفام وَإنتربرو IPR000036.
- هذه المَقالة تَشتمل على نَص من المِلكية العامة لِـ بفام وَإنتربرو IPR012848.